# Station Arnèke
Station Arnèke is een spoorwegstation in de Franse gemeente Arneke waar de treinen van het openbaarvervoersnetwerk TER Nord-Pas-de-Calais stoppen die via de lijn Arras-Duinkerke rijden.

## Treindienst
| Serie | Treinsoort | Route                                                          | Bijzonderheden |
| ----- | ---------- | -------------------------------------------------------------- | -------------- |
| K 52  | TER (SNCF) | Arras – Lens – Béthune – Hazebrouck – Arnèke – Dunkerque       |                |
| K 70  | TER (SNCF) | Lille-Flandres – Armentières – Hazebrouck – Arnèke – Dunkerque |                |
| P 70  | TER (SNCF) | Hazebrouck – Arnèke – Dunkerque                                |                |